# Kim Soo-jin
Kim Soo-jin (hangul: 김수진, RR: Kim Sujin; n. 29 de septiembre de 1974-) es una actriz surcoreana.

## Biografía
Estudió en el departamento de teatro y cine de la Universidad de Hanyang (Hanyang University).

## Carrera
Desde noviembre de 2019 es miembro de la agencia Starvillage Entertainment (스타빌리지엔터테인먼트).
En julio de 2017 se unió al elenco extendido de la serie School 2017 donde interpretó a a una limpiadora de la escuela Geumdo High School y la madre de Oh Sa-rang (Park Se-wan).
El 15 de enero de 2018 realizó una aparición especial en la serie Prison Playbook donde dio vida a la madre del soldado Park Joon-young (Kim Mo-beom). En febrero del mismo año se unió al elenco extendido de la serie Misty donde interpretó a Yoon Song-yi, una reportera de revistas y la mejor amiga de Go Hye-ran (Kim Nam-joo).En agosto del mismo año se unió al elenco recurrente de la serie Familiar Wife donde dio vida a Jang Man-ok, la líder del equipo y colega de Cha Joo-hyuk (Ji Sung) en el banco.
El 6 de febrero de 2019 realizó por primera vez una aparición invitada durante el primer episodio de la serie Touch Your Heart donde interpretó a Lee Se-jin, la escritora del drama que Oh Jin-shim (Yoo In-na) quiere protagonizar. En diciembre del mismo año se unió al elenco recurrente de la serie Hot Stove League donde dio vida a Lim Mi-seon, la jefa del equipo de marketing del grupo "Dreams".
En marzo de 2020 se unió al elenco recurrente de la seire Hospital Playlist donde interpretó a Song Soo-bin, una enfermera de sala del departamento de cirugía general del hospital "Yulje Medical Center".En mayo del mismo año se unió al elenco recurrente de la serie Sweet Munchies donde dio vida a Cha Joo-hee, la directora de la división de entretenimiento en "CK Channel".El 1 de junio del mismo año realizó su primera aparición especial durante el primer episodio de la serie My Unfamiliar Family donde interpretó a una escritora de libros. En diciembre del mismo año se unió al elenco recurrente de la serie If You Cheat, You Die donde dio vida a Yang Jin-seon, una representante de la editorial "O Ville".
En marzo de 2021 se unió al elenco recurrente de la serie Like Butterfly (también conocida como "Navillera") donde interpretó a Shim Seong-suk, la segunda hija de Shim Duk-chool (Park In-hwan) y Choi Hae-nam (Na Moon-hee). En abril de mismo año se unió al elenco recurrente de la serie Under Cover donde da vida a Min Sang-ah, una reportera política y la mejor amiga de Choi Yeon-soo (Kim Hyun-joo). La actriz Han Bo-bae interpreta a Sang-ah de joven.

## Filmografía

### Series de televisión
| Año     | Título                                              | Personaje                       | Notas                                | Ref.          |
| ------- | --------------------------------------------------- | ------------------------------- | ------------------------------------ | ------------- |
| 2015    | All About My Mom                                    | -                               |                                      |               |
| 2015    | Oh My Ghostess                                      | Propietaria de la cabaña        | Episodio 8                           |               |
| 2016    | Signal                                              | Madre de Kim Yoon-jung          |                                      |               |
| 2016    | Doctors                                             | -                               |                                      |               |
| 2016    | The Good Wife                                       | -                               |                                      |               |
| 2016    | Jealousy Incarnate                                  | Personal de redacción           |                                      |               |
| 2016    | Legend of the Blue Sea                              | -                               |                                      |               |
| 2016    | Romantic Doctor, Teacher Kim                        | Esposa del paciente             | Aparición especial, ep. 18-19        |               |
| 2017    | Naked Fireman                                       | -                               |                                      |               |
| 2017    | Suspicious Partner                                  | -                               |                                      |               |
| 2017    | School 2017                                         | Madre de Oh Sa-rang             |                                      |               |
| 2018    | Prison Playbook                                     | Madre de Park Joon-young        | Aparición especial, ep. 15-16        |               |
| 2018    | Misty                                               | Yoon Song-yi                    |                                      | [ 10 ]        |
| 2018    | Familiar Wife                                       | Jang Man-ok                     |                                      |               |
| 2018    | Drama Special Season 9 - "The Tuna and the Dolphin" | Presidenta Yoon                 | 1 episodio                           |               |
| 2019    | The Crowned Clown                                   | Dama de la Corte Park           |                                      |               |
| 2019    | Touch Your Heart                                    | Lee Se-jin                      | Aparición especial, ep. 1, 11-12     |               |
| 2019    | Save Me 2                                           | Esposa de Chil-sung             |                                      | [ 11 ]        |
| 2019    | One Spring Night                                    | Bibliotecaria                   | Aparición especial, ep. 2            |               |
| 2019    | Watcher                                             | Yeom Dong-sook                  |                                      | [ 12 ] [ 13 ] |
| 2019-20 | Hot Stove League                                    | Lim Mi-seon                     |                                      | [ 14 ]        |
| 2020    | My Holo Love                                        | Madre de Go Nan-do              | Serie web                            |               |
| 2020    | Hospital Playlist                                   | Enfra. Song Soo-bin             |                                      |               |
| 2020    | A Piece of Your Mind                                | Psiq. Song Jin-sun              | Aparición especial, ep. 4-5, 7-8, 11 | [ 15 ]        |
| 2020    | Sweet Munchies                                      | Cha Joo-hee                     |                                      |               |
| 2020    | My Unfamiliar Family                                | Escritora                       | Aparición especial, ep. 1-3          |               |
| 2020    | Tale of the Nine Tailed                             | Bok Hye-ja / Snail Bride        |                                      | [ 16 ]        |
| 2020    | If You Cheat, You Die                               | Yang Jin-seon                   |                                      |               |
| 2021    | Like Butterfly                                      | Shim Seong-suk                  |                                      |               |
| 2021    | Under Cover                                         | Min Sang-ah                     |                                      |               |
| 2021    | Hospital Playlist 2                                 | Enfra. Song Su-bin              |                                      |               |
| 2021-22 | School 2021                                         | Jo Yong-mi                      |                                      | [ 17 ]        |
| 2022    | Today's Webtoon                                     | Kang Kyung-ja                   |                                      | [ 18 ]        |
| 2022    | Anna                                                | Directora de la galería de arte | Serie web                            | [ 19 ] [ 20 ] |
| 2023    | Brain Cooperation                                   | Shin Ji-hyung                   |                                      | [ 21 ]        |
| 2023    | Agency                                              | Choi Jung-min                   |                                      | [ 22 ]        |
| 2023    | Tale of the Nine Tailed 1938                        | Bok Hye-ja                      |                                      |               |
| 2023-24 | My Happy Ending                                     | Detective Oh                    |                                      | [ 23 ]        |
| 2024    | Wedding Impossible                                  | Seo Dong-ok                     |                                      |               |
| 2024    | The Auditors                                        | Min Eun-sook                    | Aparición especial, ep. 5            |               |
| 2024    | El Sr. Plancton                                     | Mujer de Jonggajip              | Serie web                            | [ 24 ]        |
| 2025    | Undercover High School                              | Sra. Jang                       |                                      |               |

### Películas
| Año  | Título                     | Personaje               | Notas                                                                                     | Ref.   |
| ---- | -------------------------- | ----------------------- | ----------------------------------------------------------------------------------------- | ------ |
| 2001 | Wanee & Junah              | Young-sook              | Junto a Kim Hee-sun, Joo Jin-mo, Jo Seung-woo y Choi Kang-hee                             |        |
| 2002 | Jungle Juice               | Reportera               |                                                                                           |        |
| 2004 | A Smile                    | Esposa de Min-soo       |                                                                                           |        |
| 2006 | Good Girl                  | -                       | Cortometraje                                                                              |        |
| 2012 | Helpless                   | Esposa de Kim Jong-geun | Junto a Jo Sung-ha, Kim Min-hee, Lee Sun-kyun y Song Ha-yoon                              |        |
| 2012 | The Tower                  | Esposa de Kang Young-ki | Junto a Sol Kyung-gu, Kim Sang-kyung, Kim In-kwon y Son Ye-jin                            |        |
| 2015 | The Priests                | Hermana del Padre Kim   | Junto a Kim Yoon-seok, Gang Dong-won, Park So-dam y Kim Eui-sung                          |        |
| 2016 | The Great Actor            | Hye-won                 |                                                                                           |        |
| 2016 | Tunnel                     | Miembro de la audiencia | Junto a Ha Jung-woo, Bae Doo-na, Oh Dal-su y Nam Ji-hyun                                  |        |
| 2016 | A Break Alone              | Esposa de Gang-jae      |                                                                                           |        |
| 2016 | Asura: The City of Madness | Consejera               | Junto a Jung Woo-sung, Hwang Jung-min, Ju Ji-hoon, Kwak Do-won, Yoon Ji-hye y Kim Won-hae |        |
| 2017 | Misbehavior                | Maestra                 | Junto a Kim Ha-neul, Yoo En-young, Lee Won-keun, Lee Ki-woo y Lee Hee-joon                |        |
| 2017 | Garak Market Revolution    | Madre de Dong-hwa       |                                                                                           |        |
| 2017 | A Single Rider             | Viuda                   |                                                                                           |        |
| 2017 | Heart Blackened            | Jueza                   | Junto a Choi Min-shik, Park Shin-hye, Ryu Jun-yeol y Lee Soo-kyung                        | [ 10 ] |
| 2017 | 1987: When the Day Comes   | Madre de Yeon-hee       | Junto a Kim Tae-ri, Kim Yoon-seok, Ha Jung-woo y Yoo Hae-jin                              | [ 10 ] |
| 2018 | Unstoppable                | Abogada                 | Junto a Ma Dong-seok, Song Ji-hyo, Kim Sung-oh y Bae Noo-ri                               |        |
| 2019 | Birthday                   | Madre de Woo-chan       | Junto a Tang Joon-sang, Sol Kyung-gu, Jeon Do-yeon y Yoon Chan-young                      |        |
| 2020 | Secret Zoo                 | Abogada Seo             | Junto a Ahn Jae-hong, Kang So-ra, Park Yeong-gyu, Kim Sung-oh y Jeon Yeo-been             |        |
| 2020 | The Closet                 | Madre de Myung-jin      |                                                                                           |        |
| 2022 | Open the Door              |                         |                                                                                           | [ 25 ] |

### Teatro
| Año        | Título                         | Personaje | Ref.   |
| ---------- | ------------------------------ | --------- | ------ |
| 2016       | The Winter's Tale (겨울이야기) | -         | [ 26 ] |
| 2014       | 삼국유사 프로젝트 - 꿈         | -         | [ 26 ] |
| 2011       | 마호로바                       | -         | [ 26 ] |
| 2011       | Edipo (오이디푸스)             | -         | [ 26 ] |
| 2011       | Titus                          | -         | [ 26 ] |
| 2010, 2011 | Eleemosynary (엘리모시너리)    | -         | [ 26 ] |
| 2001       | 의형제                         | -         | [ 26 ] |
| -          | 갈매기                         | -         | [ 26 ] |
| -          | 아가멤논                       | -         | [ 26 ] |